# Florent Van den Berghe

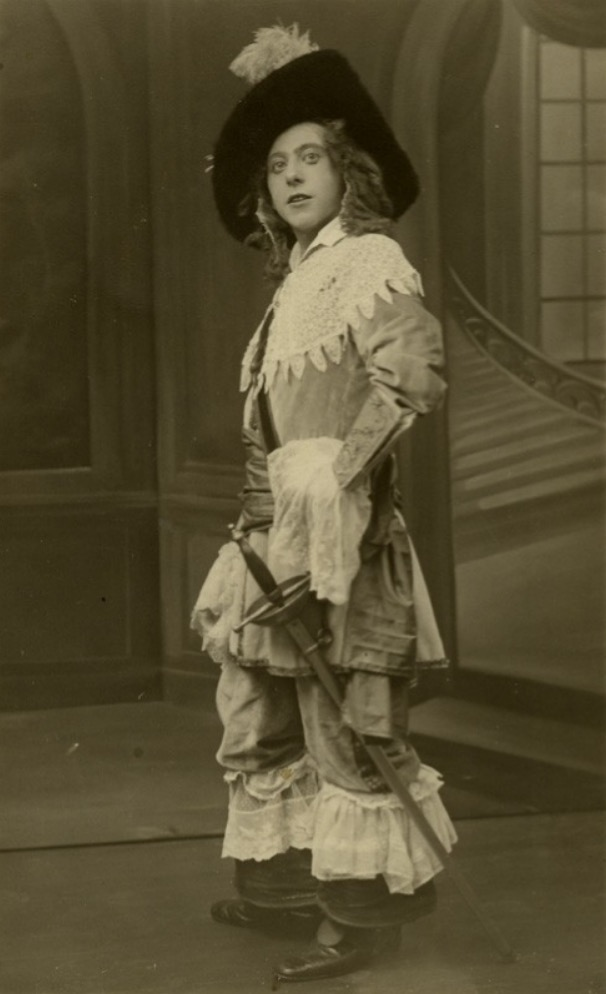
Florent Van den Berghe in de rol van Musketier

Florent ‘Pitte’ Van den Berghe (1907-1992) is een lid van de Belgisch-Duitse theater- en circusfamilie Van den Berghe, waaruit Circus Ronaldo stamt. 
Van den Berghe groeide op in het rondreizend theater van zijn vader Willem en moeder Antonetta Brems. Van Willem leerden Florent en zijn oudere broer Richard niet alleen acteren, maar ook toneelstukken schrijven en decors schilderen. Na de dood van hun vader, in 1928, trokken Richard en Florent naar Scherpenheuvel, waar ze samen nog een tijd toneelvoorstellingen opzetten in zaal De Engel. In de jaren 1950 vestigde Florent zich te Sint-Stevens-Woluwe, van waaruit hij decors verhuurde aan toneelverenigingen en als regisseur optrad.
Circus Ronaldo en balletschool Josee Nicola bezitten nog authentieke decors van Florent Van den Berghe, diens vader Willem, broer Richard en neef Jan. Tot op vandaag worden de doeken gebruikt in producties. 